# Ӭ̄
Ӭ̄ (minuscule: ӭ̄) appelé é tréma macron, est une lettre de l'alphabet cyrillique utilisée par la langue selkoupe. Ce graphème correspond à la lettre e cyrillique ‹ Э › diacritée d’un tréma et macron.

## Réprésentation informatique
Le é tréma macron peut être représenté avec les caractères Unicode suivants :
- composé (cyrillique, diacritiques)[1],[2] :

| formes    | représentations | chaînes de caractères | points de code | descriptions                                           |
| --------- | --------------- | --------------------- | -------------- | ------------------------------------------------------ |
| capitale  | Ӭ̄               | Ӭ◌̄                    | U+04EC U+0304  | lettre majuscule cyrillique é tréma diacritique macron |
| minuscule | ӭ̄               | ӭ◌̄                    | U+04ED U+0304  | lettre minuscule cyrillique é tréma diacritique macron |

- décomposé (cyrillique, diacritiques) :

| formes    | représentations | chaînes de caractères | points de code       | descriptions                                                       |
| --------- | --------------- | --------------------- | -------------------- | ------------------------------------------------------------------ |
| capitale  | Ӭ̄               | Э◌̈◌̄                   | U+042D U+0308 U+0304 | lettre majuscule cyrillique é diacritique tréma diacritique macron |
| minuscule | ӭ̄               | э◌̈◌̄                   | U+044D U+0308 U+0304 | lettre minuscule cyrillique é diacritique tréma diacritique macron |